# Pelham, Alabama
Pelham là một thành phố thuộc quận Shelby, tiểu bang Alabama, Hoa Kỳ. Dân số năm 2009 là 21700 người, mật độ đạt 215 người/km².